# Bastards
Bastards, hårdrocksgruppen Motörheads fjortonde album, utgivet 1993. Av många, vilket inkluderar bandet själva, är detta deras bästa album. Vad som utmärker den här skivan från deras andra skivor är att denna skiva är hårdare än det mesta annat de släppt. Detta sound byggde de vidare på nästa platta Sacrifice, fast med en betydligt råare produktion.

## Låtlista
1. On Your Feet Or On Your Knees
2. Burner
3. Death Or Glory
4. I Am The Sword
5. Born To Raise Hell
6. Don't Let Daddy Kiss Me
7. Bad Woman
8. Liar
9. Lost In The Ozone
10. I'm The Man
11. We Bring The Shake
12. Devils
13. Jumpin' Jack Flash